# Pinus strobiformis
Pinus strobiformis Engelm. – gatunek drzewa iglastego z rodziny sosnowatych (Pinaceae). Występuje w Meksyku (Coahuila, Nuevo León, Sonora, Chihuahua, Sinaloa, Durango) oraz USA (Arizona, Nowy Meksyk, Teksas).

## Morfologia
PokrójKorona drzewa stożkowata, z czasem zaokrąglona, do nieregularnej.
PieńProsty, dorasta do 15–24(30) m wysokości i 50–90 cm średnicy. Kora gładka i srebrzysto-szara u młodych drzew, z wiekiem staje się chropawa, szaro-brązowa, spękana, podzielona na prostokątne płaty.
LiścieSzpilki zebrane po 5 na krótkopędach, długości 4–10 cm i szerokości 0,6–1 mm1, proste, lekko skręcone, giętkie, ciemnozielone do niebiesko-zielonych.
SzyszkiSzyszki męskie cylindryczne, blado żółto-brązowe, o długości ok. 6–10 mm. Szyszki żeńskie zwisające, symetryczne, dojrzałe o długości 15–25 cm, kremowobrązowe do jasnożółto-brązowych. Nasiona czerwono-brązowe o długości 10–13 mm, bez skrzydełek.

## Biologia i ekologia
Kanały żywiczne 2–4 w liściu. Igły pozostają na drzewie 3–5 lat.
Szyszki nasienne dojrzewają w ciągu 2 lat, uwalniają nasiona i opadają wkrótce potem.
Liczba chromosomów: 2n=24.
Występuje na wysokościach 1900–3000 m n.p.m. Rośnie na suchych, kamienistych zboczach wysokich gór lub w mieszanych lasach iglastych. Towarzyszą jej m.in. P. hartwegii i P. culminicola.
Nasiona rozsiewane są przez ptaki, głównie przez modrosójkę czarnogłową (Cyanocitta stelleri) i orzechówkę popielatą (Nucifraga columbiana).

## Systematyka i zmienność
Pozycja gatunku w obrębie rodzaju Pinus:
- podrodzaj Strobus
  - sekcja Quinquefoliae
    - podsekcja Strobus
      - gatunek P. strobiformis

Gatunek traktowany był jako odmiana sosny meksykańskiej (Pinus ayacahuite): P. ayacahuite Ehrenberg var. brachyptera G.R. Shaw, P. ayacahuite var. reflexa (Engelm.) Voss, P. ayacahuite var. strobiformis (Engelm.) Lemmon.
Pinus strobiformis jest blisko spokrewniona z sosną giętką (P. flexilis) i tworzy z nią naturalne mieszańce, m.in. P. flexilis var. reflexa. Odmiana ta zawiera więcej genów P. strobiformis niż P. flexilis i dalsze krzyżowanie się z P. strobiformis wzmocni tylko powiązania genetyczne między tymi taksonami. W 2008 r. Michael Frankis opisał nowy gatunek sosny Pinus stylesii Frankis ex Businský, rosnący w górach Meksyku (Cerro Potosí i okoliczne tereny górzyste). Gatunek ten jest prawdopodobnie także mieszańcem P. strobiformis i P. flexilis i jako taki traktowany jest jako synonim odmiany P. flexilis var. reflexa.

## Zagrożenia
Międzynarodowa organizacja IUCN przyznała temu gatunkowi kategorię zagrożenia LC (least concern), czyli jest gatunkiem najmniejszej troski, spośród gatunków niższego ryzyka.

## Zastosowanie
Nasiona stanowiły źródło pożywienia dla rdzennych Amerykanów. 
Surowiec drzewny wykorzystywany jest w Meksyku do produkcji mebli, drzwi i ram okiennych.

## Choroby i szkodniki
- Rdza wejmutkowo-porzeczkowa – choroba wywoływana przez grzyb Cronartium ribicola, przypadkowo zawieziona do Ameryki Północnej z Europy.
- Arceuthobium cyanocarpum – roślina pasożytnicza (pasożyt pędowy), której głównym gospodarzem jest Pinus strobiformis[7].